# 克伦人民党
克伦人民党 (縮寫 KPP)是缅甸的一个少数民族政党。该党由克伦邦政府退休官员组建以参加2010年缅甸议会选举。该党总部位于仰光克伦族聚居区。 
该党派出了41名党员参加2010年缅甸议会选举，共赢得了6个席位，但并未参与2012年缅甸议会补选。在2015年緬甸議會選舉中，它与联邦民主联盟（Federal Democracy Alliance，FDA）合作，并派出超过100名纵跨7个省邦选区的党员参选。尽管如此，该党也只赢得了克伦邦议会的一个席位。